# Adalbert Trillhaase
Adalbert Fritz August Trillhaase (* 7. Januar 1858 in Erfurt; † 12. Mai 1936 in Niederdollendorf) war ein deutscher Maler. Er wird der historisch sogenannten „Naiven Kunst“ zugerechnet.   

## Leben
Adalbert Trillhaase stammte aus einer bürgerlich-religiösen Erfurter Kaufmannsfamilie. Nach der Schule schloss er eine kaufmännische Ausbildung ab. Vor 1890 heiratete er Augusta Löhrer, eine Tochter aus einer reichen Kaufmannsfamilie aus Hattingen an der Ruhr. Um 1890 betrieb er eine Leinenfabrik in Bielefeld. Das Paar bekam drei Kinder, darunter den 1892 geborenen Sohn Siegfried, der ein Jurist und als Autodidakt Maler wurde. Trillhaase ließ sich spätestens 1894 erstmals in Düsseldorf nieder. 1896 übersiedelte mit seiner Familie nach Stuttgart, wenig später nach Hagen in Westfalen, wo er als Geschäftsführer einer Eisenfabrik arbeitete. Nachdem ihm durch den Tod des Schwiegervaters ein  stattliches Erbe zugefallen war, kehrte er 1899 nach Düsseldorf zurück, legte das Vermögen in Immobilien an und verwaltete es. Zeitweise lebte er während des Ersten Weltkriegs in den Niederlanden, ab 1919 wieder in Düsseldorf.

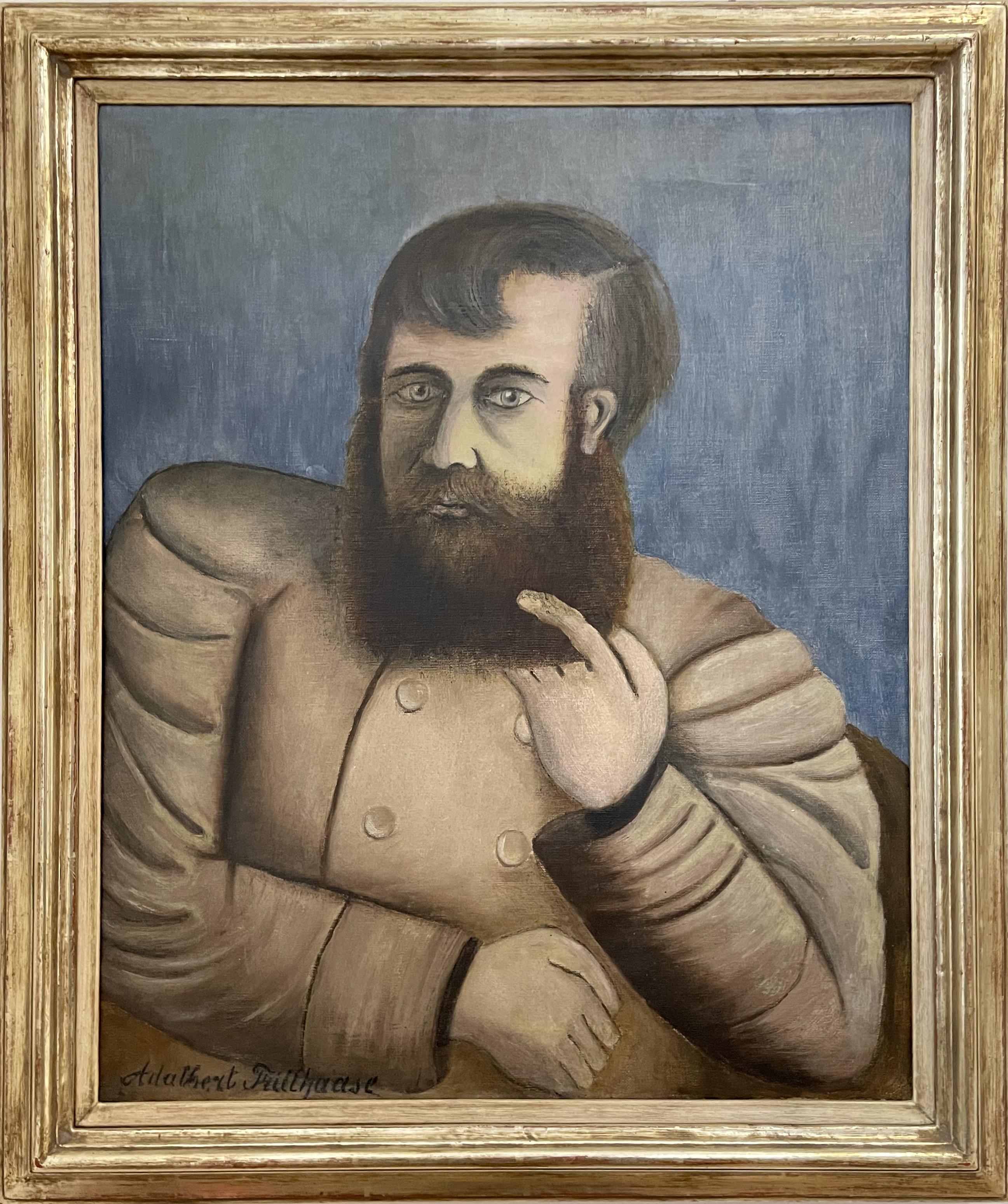
Otto Pankok, in den 1920er Jahren gemalt von Trillhaase

Seine Zeit nutzte er fürs Lesen, hauptsächlich in Reisegeschichten und in der Bibel, insbesondere im Alten Testament. Erst in höherem Alter, spätestens jedoch 1918, begann er als Autodidakt mit dem Malen. Durch seinen Sohn Siegfried, der ebenfalls malte, wurde er 1919 mit Otto Pankok bekannt gemacht und in den Kreis um Mutter Ey eingeführt. Pankok, ein Protagonist der Künstlergruppe „Junges Rheinland“, ermunterte Trillhaase in seinen künstlerischen Anfängen. Von Künstlern der Düsseldorfer Avantgarde, die in seinem Hause verkehrten, wurde er porträtiert, etwa von Otto Dix, der gleichzeitig Mieter in einem seiner Häuser war (Die Familie des Malers A. T., 1923, Berlin, Neue Nationalgalerie), oder von Karl Schwesig (Das Ehepaar Trillhaase, 1924). Auf der „Ersten Internationalen Kunstausstellung“, die Adolf Uzarski 1922 im Düsseldorfer Warenhaus Tietz veranstaltete, hatte Trillhaase mit dem Gemälde Kreuzigung sein Ausstellungsdebüt. Nach weiteren Ausstellungen, an denen er sich bis 1932 beteiligt hatte, wurde er 1933 von den Nationalsozialisten als „entarteter Künstler“ mit Malverbot belegt. Am 12. Mai 1936 starb er unbeachtet in Niederdollendorf. Die nach ihm bis zuletzt sogenannte Villa Trillhaase (Hauptstraße 248), in der seine Witwe noch längere Zeit wohnte, wurde 1965 abgebrochen.

## Werk

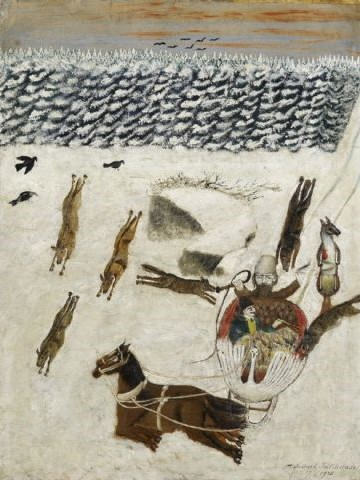
Der Überfall der Wölfe, 1923, Sammlung Zander, Köln

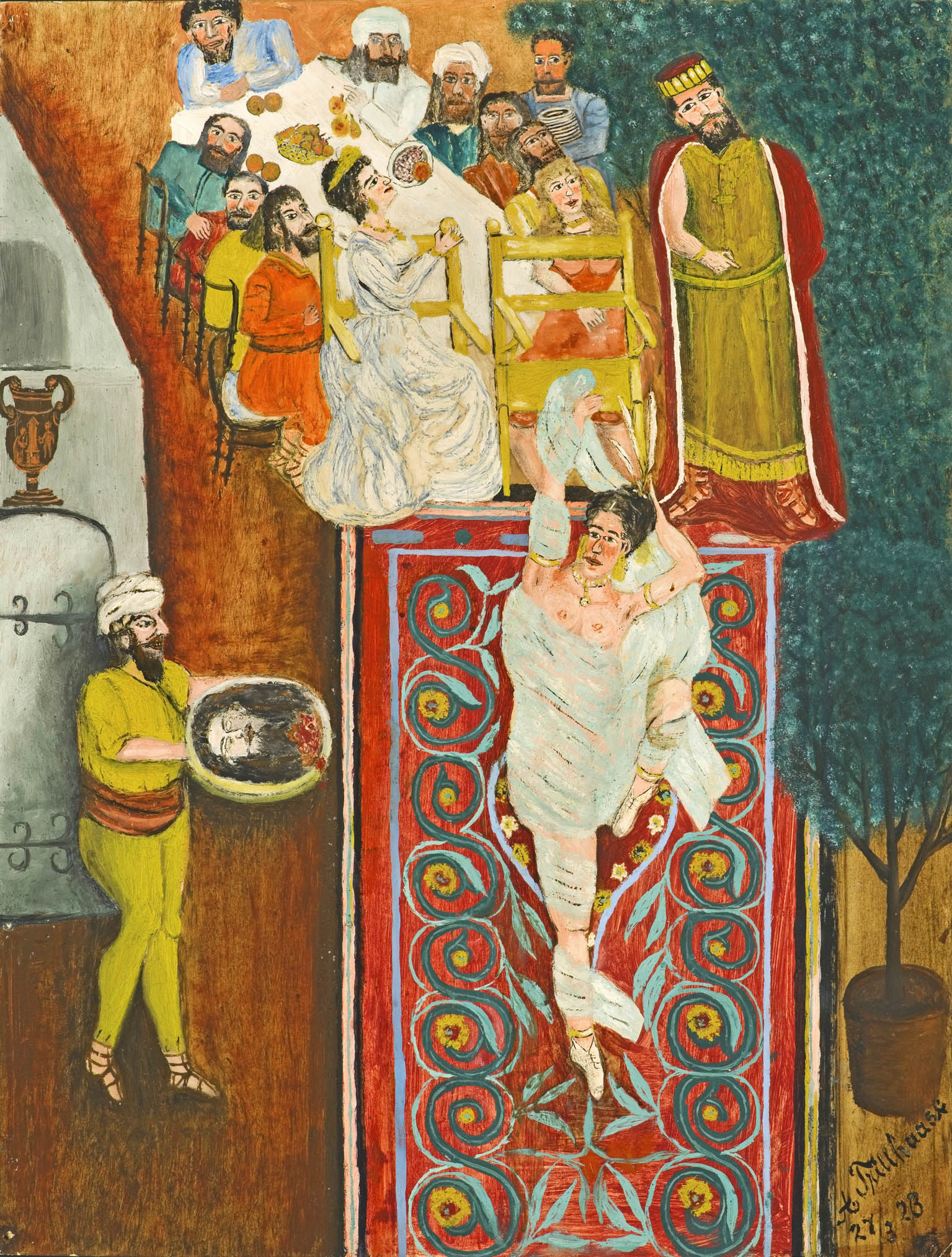
Salomé und das Haupt Johannes des Täufers, 1923

Trillhaase malte häufig biblische Szenen und hinterließ einen hohen Anteil von Zeichnungen. Die Anzahl seiner Arbeiten ist insgesamt aber gering (ca. 75 Gemälde und 250 Zeichnungen).
Seine Bedeutung liegt in der neuen Darstellungsweise und Komposition seiner Themen. Er setzt seine Wahrnehmung von Religion in eine eigenständige Bilderwelt um, die nicht idyllisch-idealisierend ist und damit ein Stereotyp der sogenannten „Naiven Kunst“ in Frage stellt.
Die oft dämonisch wirkenden Darstellungen werden als Bewältigung seiner Ängste und Aggressionen interpretiert. Ob Trillhaase wirklich psychische Probleme hatte und inwieweit diese seinen Stil beeinflusst haben, lässt sich aufgrund der dürftigen Quellenlage nicht verifizieren.

## Werke
Trillhaases Œuvre wird auf 75 Ölgemälde und 250 Zeichnungen geschätzt. Sein Nachlass gilt als nicht vollständig gesichert. Seine Tochter Felicitas Haller, geb. Trillhaase (genannt „Chichio“, 1894–1955), kurzzeitig Ehefrau des Bildhauers Hermann Haller, holte die Bilder in die Schweiz. Werke Trillhaases befinden sich heute beispielsweise im Clemens Sels Museum in Neuss, in der Sammlung Zander in Köln oder im Kolumba, Kunstmuseum des Erzbistums Köln.

## Ausstellungen
- 1925–1926: Große Kunstausstellung, Düsseldorf
- 1928: Deutsche Kunst, Düsseldorf (z. B. „Der barmherzige Samariter“)
- 1929: 1930: Rheinische Sezession
- 1932: Junge religiöse Kunst
- 1939: Nachlassschau bei Maratier, Paris
- 1949: Kunsthalle Bern
- 1952: Maler des einfältigen Herzens, Museum am Ostwall, Dortmund
- 1961: Das naive Bild der Welt, Kunsthalle Baden-Baden
- 1986: Adalbert Trillhaase 1858–1936. Retrospektive zum 50. Todestag, Clemens-Sels-Museum, Neuss
- 2013: Adalbert Trillhaase – Ein ‚naiver‘ Maler im Künstlerkreis des Jungen Rheinland, Siebengebirgsmuseum, Königswinter[7]
- 2015–2016: Der Schatten der Avantgarde. Rousseau und die vergessenen Meister, Museum Folkwang, Essen
- 2016: 27 Künstler, 209 Werke. Sammlung Zander, Bönnigheim
- 2024–2025: Artist at Work. Kolumba, Kunstmuseum des Erzbistums Köln, Köln